# Matelea
Matelea es un género de arbustos perennes con 347 especies perteneciente a la familia Apocynaceae.   Es originario de América.

## Descripción
Son enredaderas sufrutices (en los trópicos), hierbas postradas o erectas (en zonas templadas) o, raramente, arbustos (por ejemplo, M. tristis (Seem.) Spellm.) o caudiciformes, con látex blanco. Brotes lenticelados o con corteza suberosa; tricomas cortos, erectos o largo, suave o flexuous, incoloro, de color blanquecino, amarillo, rojizo , de color marrón o de color óxido, tricomas glandulares presentes o, rara vez, ausente. Hojas largamente pecioladas, hojas herbáceas o coriáceas (si son glabras), de 1,5 a 30 cm de largo, 1,5 a 21 cm de ancho, redondeadas o cuneadas elípticas, ovadas o hastiformes, basalmente cordadas, lobuladas, ápice agudo, acuminado o atenuado, lisos, o rugosos.
Las inflorescencias extra-axilares, siempre una por nodo, con 1-10 de flores, simples,  poco pedunculadas, con pedúnculos más largos o casi tan largos como los pedicelos; indumento de pedúnculos y pedicelos correspondientes con tricomas glandulares poco frecuentes en los pedúnculos florales; brácteas iconspicuous o ausentes.

## Taxonomía
El género fue descrito por Jean Baptiste Christophore Fusée Aublet y publicado en Histoire des Plantes de la Guiane Françoise 277–278, pl. 109, f. 1. 1775.

## Especies seleccionadas
- Matelea abbreviata Standl. & L.O.Williams
- Matelea acuminata (Griseb.) Woodson
- Matelea acutissima (Rusby) Morillo
- Matelea albiflora (H.Karst.) Dugand
- Matelea albomarginata (Pittier) Shinners
- Matelea angustiloba (B.L.Rob. & Greenm.) W.D.Stevens
- Matelea argentinensis (T.Mey.) Pontiroli

## Sinónimos
| - Amphidetes E.Fourn. - Amphorella Brandegee - Callaeolepium H.Karst. - Chthamalia Decne. - Coelostelma E. Fourn. - Dictyanthus Decne. - Edisonia Small - Fimbristemma Turcz. - Gyrostelma E. Fourn. - Heliostemma Woodson - Himantostemma A.Gray - Ibatia Decne. | - Jacaima Rendle - Labidostelma Schltr. - Lachnostoma Kunth - Lhotzkyella Rauschert - Macroscepis Kunth - Malinvaudia E. Fourn. - Microdactylon Brandegee - Odontostephana Alexander - Omphalophthalma H.Karst. - Pachystelma Brandegee - Peckoltia E. Fourn. | - Phaeostemma E. Fourn. - Poicilla Griseb. - Poicillopsis Schltr. ex Rendle - Polystemma Decne. - Prosthecidiscus Donn.Sm. - Pseudibatia Malme - Ptycanthera Decne. - Pycnobregma Baill. - Rothrockia A.Gray - Tetracustelma Baill. - Urostephanus B.L.Rob. & Greenm. |